# Eva Melander

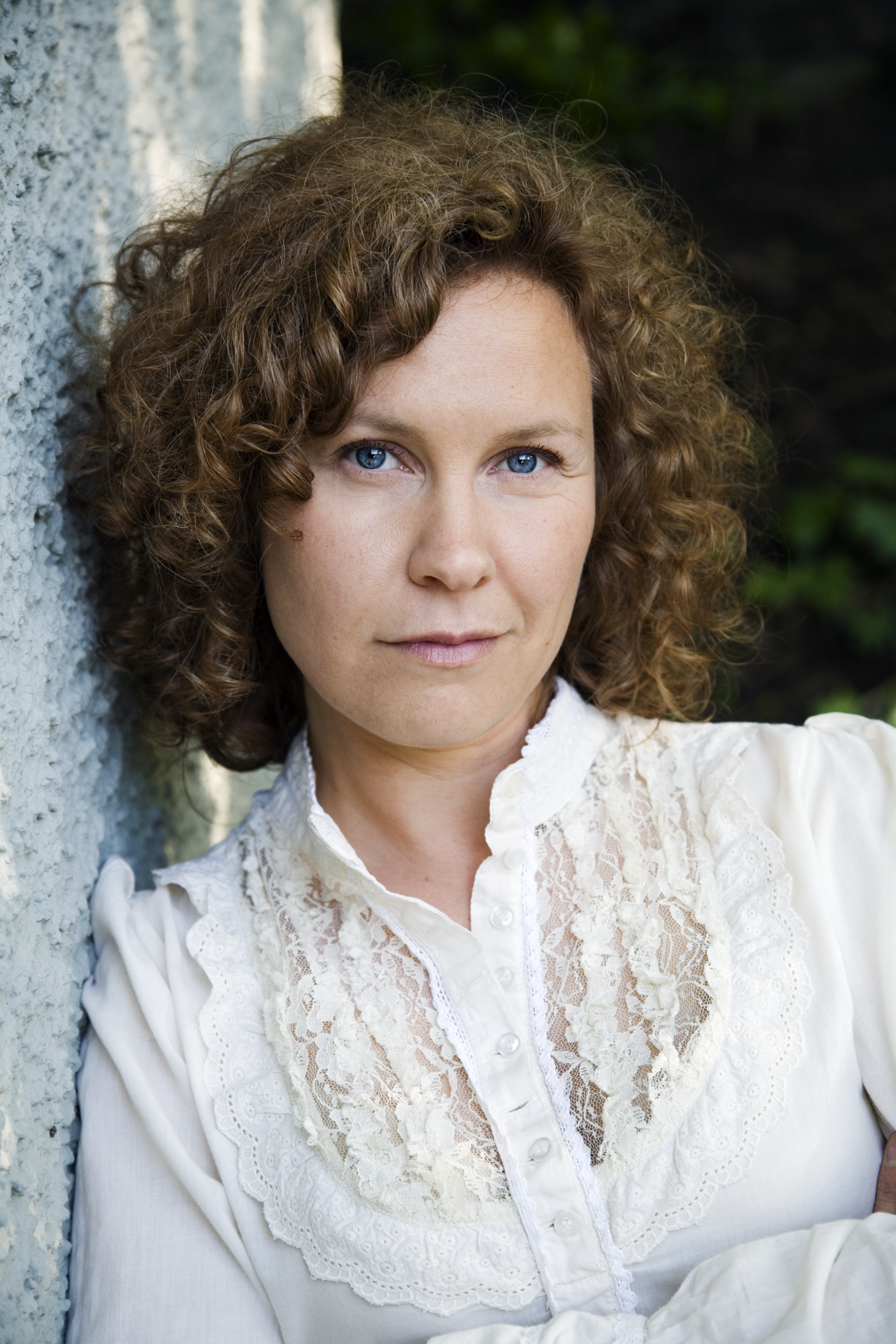
Eva Melander (2012)

Eva Kristina Viktoria Melander (* 25. Dezember 1974 in Gävle, Schweden) ist eine schwedische Schauspielerin.

## Leben
Eva Melander wuchs bis 1994 in Hagaström nahe ihrer Geburtsstadt Gävle auf. Sie absolvierte von 1998 bis 2002 ein Schauspielstudium an der Teaterhögskolan in Malmö. Anschließend fand sie Arbeit am Theater, darunter am Riksteater, dem Stockholms Stadsteater und dem Königlichen Dramatischen Theater. Ihr Schauspieldebüt gab sie 2010 als Mutter in dem von Babak Najafi inszenierten preisgekrönten Drama Sebbe. Seitdem war sie unter anderen in Produktionen wie Der Hypnotiseur und Die Brücke – Transit in den Tod zu sehen. Für ihre Darstellung der Susanne in Beata Gårdelers Drama Flocken wurde sie 2016 mit der Guldbagge als Beste Nebendarstellerin ausgezeichnet. Eine weitere Guldbagge als Beste Hauptdarstellerin erhielt sie 2019 für ihre Darstellung der Tina in dem von Ali Abbasi inszenierten Filmdrama Border.

## Filmografie (Auswahl)
- 2010: Sebbe
- 2012: Der Hypnotiseur (Hypnotisören)
- 2013: Die Brücke – Transit in den Tod (Bron, Fernsehserie, 1 Folge)
- 2013: Real Humans – Echte Menschen (Äkta människor, Fernsehserie, 1 Folge)
- 2015: Flocken
- 2015: Modus – Der Mörder in uns (Modus, Fernsehserie, 5 Folgen)
- 2016: 6A
- ab 2017: Rebecka Martinsson (Fernsehserie)
- 2018: Border
- 2021: Der unwahrscheinliche Mörder (Den osannolika mördaren, Fernsehserie)
- 2021: Snow Angels
- 2022: UFO Sweden
- 2023: Konferensen
- 2024: Ein ganz mieser Tag (Strul)